# Nostolachma odorata
Nostolachma odorata là một loài thực vật có hoa trong họ Thiến thảo. Loài này được (Pierre ex Pit.) J.-F.Leroy mô tả khoa học đầu tiên năm 1980.